# 塔布拉特
36°25′N 3°19′E / 36.417°N 3.317°E

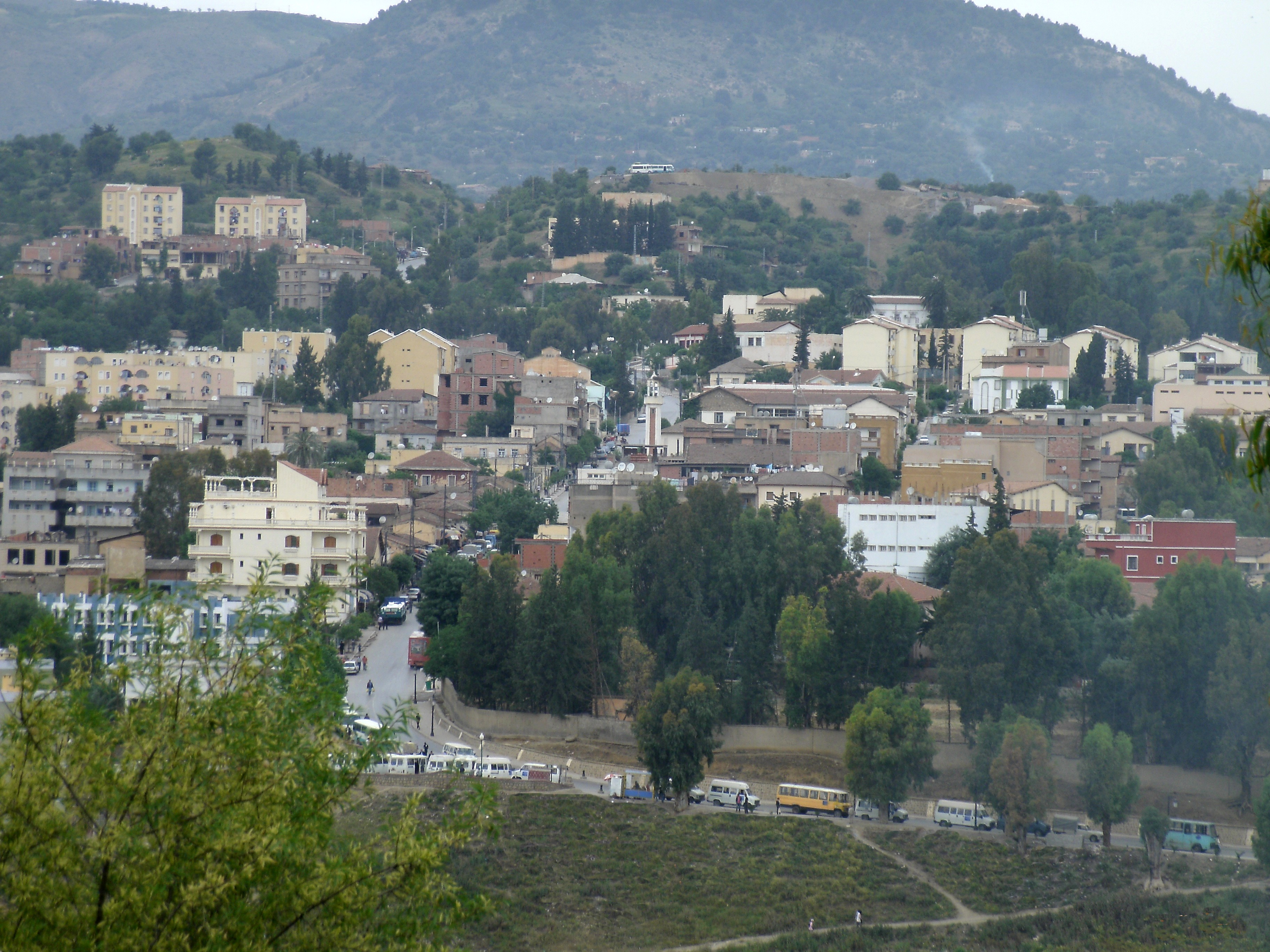

塔布拉特（阿拉伯语：‎），是阿爾及利亞的城鎮，位於該國北部，由麥迪亞省負責管轄，是塔布拉特區的首府，面積78平方公里，海拔高度516米，2008年人口27,919，人口密度每平方公里360人。